# روزهای طلایی
اوگون نو هیبی، روزهای طلایی (به ژاپنی: 黄金の日々 Ōgon no Hibi) نام یک مجموعه تلویزیونی تاریخی و شانزدهمین سری از فیلم‌های مجموعه تلویزیونی تایگا است. این مجموعه توسط ان‌اچ‌کی در سال ۱۹۷۸ میلادی ساخته شده‌است. این مجموعه از رمان سابورو شیرویاما به همین نام اساس گرفته‌است. در این مجموعه نقش تویوتومی هیده‌یوشی توسط کن اوگاتا و نقش اودا نوبوناگا توسط کوجی تاکاهاشی و نقش توکوگاوا ایه‌یاسو توسط کیوشی کوداما ایفا شده‌است. داستان فیلم به زندگی یک شخصیت تاریخی به نام روسون سوکه‌زائه‌مون می‌پردازد.